# Kanzach
Kanzach település Németországban, azon belül Baden-Württembergben. Lakosainak száma 518 fő (2023. december 31.).

## Népesség
A település népessége az elmúlt években az alábbi módon változott:
| Lakosok száma | 424  | 452  | 426  | 435  | 388  | 501  | 527  | 501  | 480  | 518  |
|               | 1961 | 1967 | 1974 | 1980 | 1986 | 1993 | 1999 | 2005 | 2012 | 2023 |